# اریک کاراواکا
اریک کاراواکا (فرانسوی: Éric Caravaca‎؛ زادهٔ ۲۱ نوامبر ۱۹۶۶) هنرپیشه و کارگردان اهل فرانسه است. وی متولد شهر رن است. این هنرمند از سال ۱۹۹۸ میلادی تاکنون مشغول فعالیت بوده‌است. از فیلم‌هایی که وی در آن نقش داشته است می‌توان به خورش آلو با مرغ اشاره کرد.